# Neotypus septimus
Neotypus septimus är en stekelart som beskrevs av Heinrich 1967. Neotypus septimus ingår i släktet Neotypus och familjen brokparasitsteklar. Inga underarter finns listade i Catalogue of Life.